# Ernst Ludwig Kirchner
Ernst Ludwig Kirchner (Aschaffenburg, 6. svibnja 1880. – Frauenkirch-Wildboden kraj Davosa, 15. lipnja 1938.), njemački ekspresionistički slikar i grafičar; jedan od osnivača pokreta Die Brücke u Dresdenu 1905. god.

## Životopis
Kirchner je studirao arhitekturu u Dresdenu gdje je zajedno sa svojim prijateljima Erichom Heckelom i Karl Schmidt-Rottluffom osnovao prvu ekspresionističku skupinu Die Brücke (njem. „Most”) 1905. godine. Težili su prevazilaženju akademskog slikarstva, a snažan utjecaj na njih imao je plošni način slikanja Paula Gauguina i Edvarda Muncha kao i kolorit Vincenta van Gogha i fovista. Pošto su članovi grupe zajedno slikali u jednom ateljeu, došli su do međusobno veoma sličnog izričaja. Kirchner je uglavnom slikao pejzaže, prizore s gradskih ulica, aktove i portrete. Godine 1911. skupina se preselila u Berlin gdje je Kirhner dinamičnim načinom slikanja naslikao slike velegrada s oštrim rubovima, tipičnim za njegov stil (npr. Ulica, 1913.). Godine 1913. skupina se raspala.
Kirchner se po izbijanju Prvog svetskog rata prijavio u vojsku kao dobrovoljac, a demobiliran je 1915. nakon što je doživio psihički i fizički slom. Tada je nastao njegov potresni autoportret Slikar kao vojnik (1915.). Nakon ozdravljenja nastanio se u Švicarskoj gdje je nalikao brojne, oblikom i bojom smirenije pejzaže (Davos u snijegu, 1921.). Za vrijeme nacionasocijalizma oko 600 njegovih slika je zaplijenjeno i žigosano kao „izopačena umjetnost”, nakon čega je počinio samoubojstvo pištoljem.

## Djela
Izraz mu je lapidaran u formi i sirov u boji, prožet sarkazmom i desperacijom velegradskog ambijenta (Berlinska ulica). U kasnijoj fazi pokazuje tendenciju prema apstrakciji. 
Kirchnerove najvažnije grafike su njegov ciklus drvoreza za zbirku pjesama Georga Heima „Umbra vite“ (1924.). Za svoje figure u drvetu inspiraciju je nalazio u umjetnosti Afrike i Oceanije.
- Marzella, 1909.-10.
- Kirhnerov Portret žene, 1911.
- Berlinska ulica, 1913.
- Autoportret Slikar kao vojnik, 1915.
- Dva brata, 1921.

## Vanjske poveznice
- Ernst Ludvig Kirhner foundacija, Berlin  Arhivirana inačica izvorne stranice od 21. travnja 2011. (Wayback Machine)